# Malika Dahil
Malika Dahil (Oualidia, 13 de abril de 1988) é uma quadrinista e chargista marroquina que mora no Brasil desde 2015. É conhecida como a primeira mulher quadrinista de Marrocos.

## Primeiras obras
Malika começou a estudar desenho na Escola Secundária Mohammed V, em Essaouira. Após concluir o curso, teve a oportunidade de entrar na Escola de Belas Artes de Casablanca, mas precisou interromper os estudos por não conseguir se manter financeiramente na cidade. Contudo, manteve contato com seu professor de quadrinhos, Abdelaziz Mourid, falecido em 2013, com o qual Malika fez seu primeiro quadrinho, La Traversée.
La Traversée foi uma coletânea de quadrinhos organzada por Jean-François Chanson em 2010 sobre as tentativas de travessia ilegal de jovens de países africanos para o continente europeu. Foram convidados diversos autores franceses e marroquinos, além de um marfinense, um congolês e um camaronês. Por conta desta publicação, Malika Dahil é considerada a primeira quadrinista mulher do Marrocos.
Malika ainda foi desenhista de dois álbuns escritos por Chanson: Switchers (2013, adaptação de uma websérie marroquina de mesmo nome) e Lamsari et le trésor des Oudayas (2015). Este último foi publicado pela editora francesa L'Harmattan, sendo o primeiro álbum de quadrinhos lançado na França com autoria de uma marroquina. O livro conta a história de Lamsari, que tenta desvendar um roubo de artefatos arqueológicos na cidade de Oudayas.
Ela chegou a começar a ilustrar em 2015 o álbum Légère Amertume (une histoire du thé), com roteiro de Elanni e Djaï, mas não pôde finalizar o projeto, que foi assumido pelo artista Koffi Roger N’Guessan. Em 2021, quando o livro foi lançado no Brasil pela Skript Editora com o título Ligeiro Amargor (uma história do chá), as páginas originalmente feitas por Malika foram reproduzidas nos extras.

## Brasil
Em 2015, Malika foi contatada por um grupo de quadrinistas brasileiros que estavam desenvolvendo um livro sobre lendas de diversos países e convidaram a artista para desenvolver uma história sobre alguma lenda marroquina. Malika fez uma história sobre Aicha Kandisha, uma figura mitológica feminina do folclore do norte do Marrocos.
Após o desenvolvimento da história, Malika manteve contato com o artista amazonense Eunuquis Aguiar, criador do projeto. Depois de alguns meses conversando graças ao Google Tradutor, Eunuquis pediu Malika em casamento. Apesar da diferença de religião (ela é muçulmana e ele cristão), a família de Malika aprovou a união. Malika se mudou para Manaus em 2016 e eles se casaram três meses depois. Em 2018, tiveram sua primera filha, Amira.
Após chegar ao Brasil, Malika passou um ano se dedicando principalmente a aprender a língua portuguesa. POuco depois, começou a trabalhar como chargista no jornal Amazonas em Tempo e criou, junto com Eunuquis, o projeto "Dois Traços", no qual ambos fazem quadrinhos em conjunto. Um dos primeiros quadrinhos do casal foi o romance gráfico Jouj Opostos, que conta a história da marroquina Assia, que tem o ego elevado por conta da sua beleza, mas que é transformada no que mais detesta após encontrar o maior bruxo do Marrocos.
Em 2018, a Federação das Associações Muçulmanas do Brasil (Fambras) contratou Malika e o roteirista Rogério Mascarenhas (mais conhecido como Romahs) para a criação da revista em quadrinhos Khalil, que tem como principal objetivo falar sobre islamofobia para crianças e pré-adolescentes. O gibi tem como personagem principal o menino brasileiro descendente de árabes Kahlil, que convive com amigos de diversas religiões e aproveita as oportuidades que surgem para falar sobre o Islã e combater o preconceito religioso. Em 2020, a revista chegou à sua quinta edição, alcançando uma distribuição gratuita total de 50 mil exemplares em português, inglês e árabe.
Em 2020, Malika e Eunuquis desenvolveram o romance gráfico Fronteira, que foi financiado através do Programa Cultura Criativa do Governo do Estados do Amazonas. O livro conta a história de duas crianças, a marroquina Kika e o brasileiro Caboquinho, que se encontram depois que Kika é teletransportada para a Floresta Amazônica depois de entrar em uma caverna. Além de aprenderem sobre as diferenças culturais entre ambos, as crianças buscam uma forma de fazer Kika voltar a seu país.

## Premiações
Em 2016, Malika foi selecionada no Festival Internacional de Quadrinhos de Tetouan para a mostra competitiva de "Melhor projeto de álbum 2016" com Le Cauchemar de Mehdi.
Em 2021, foi indicada ao Troféu HQ Mix nas categorias de novo talento (desenhista), melhor colorista e melhor publicação infantil pelo romance gráfico Fronteira. No ano seguinte, pela mesma obra, foi indicada ao Prêmio Angelo Agostini nas categorias de melhor colorista e melhor lançamento infantil.